# Saint-Paul-et-Valmalle
Saint-Paul-et-Valmalle település Franciaországban, Hérault megyében. Lakosainak száma 1367 fő (2022. január 1.). Saint-Paul-et-Valmalle Aumelas, La Boissière, Cournonterral, Montarnaud, Murviel-lès-Montpellier és Pignan községekkel határos.

## Népesség
A település népessége az elmúlt években az alábbi módon változott:
| Lakosok száma | 272  | 385  | 593  | 831  | 1058 | 1091 | 1124 | 1248 | 1310 | 1367 |
|               | 1968 | 1982 | 1990 | 2006 | 2013 | 2015 | 2017 | 2019 | 2020 | 2022 |